# Cuterebra sterilator
Cuterebra sterilator är en tvåvingeart som beskrevs av Lugger 1897. Cuterebra sterilator ingår i släktet Cuterebra och familjen styngflugor. Inga underarter finns listade i Catalogue of Life.